# Дакар (буква деванагари)

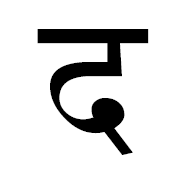

Дакар (दकार), дайло да (दैलो द) — да, 29-я буква деванагари, обозначает звонкий альвеолярный взрывной согласный. Акшара-санкхья — 8 (восемь). Нетривиальные лигатуры: द्द — дда, द्ध — ддха, द्भ — дбха, द्म — дма, द्र — дра.

Дакар ранджана

## Нумерация Арьябхата
- द (да) — 18
- दि (ди) — 1800
- दु (ду) — 180 000